# Făurești
Făurești è un comune della Romania di 1 607 abitanti, ubicato nel distretto di Vâlcea, nella regione storica dell'Oltenia. 
Il comune è formato dall'unione di 4 villaggi: Bungețani, Făurești, Mărcușu, Milești.
Nel 2004 si sono staccati da Făurești i villaggi di Băbeni-Oltețu, Budești, Colelia e Diculești, andati a formare il comune di Diculești.